# Bateau semi-rigide

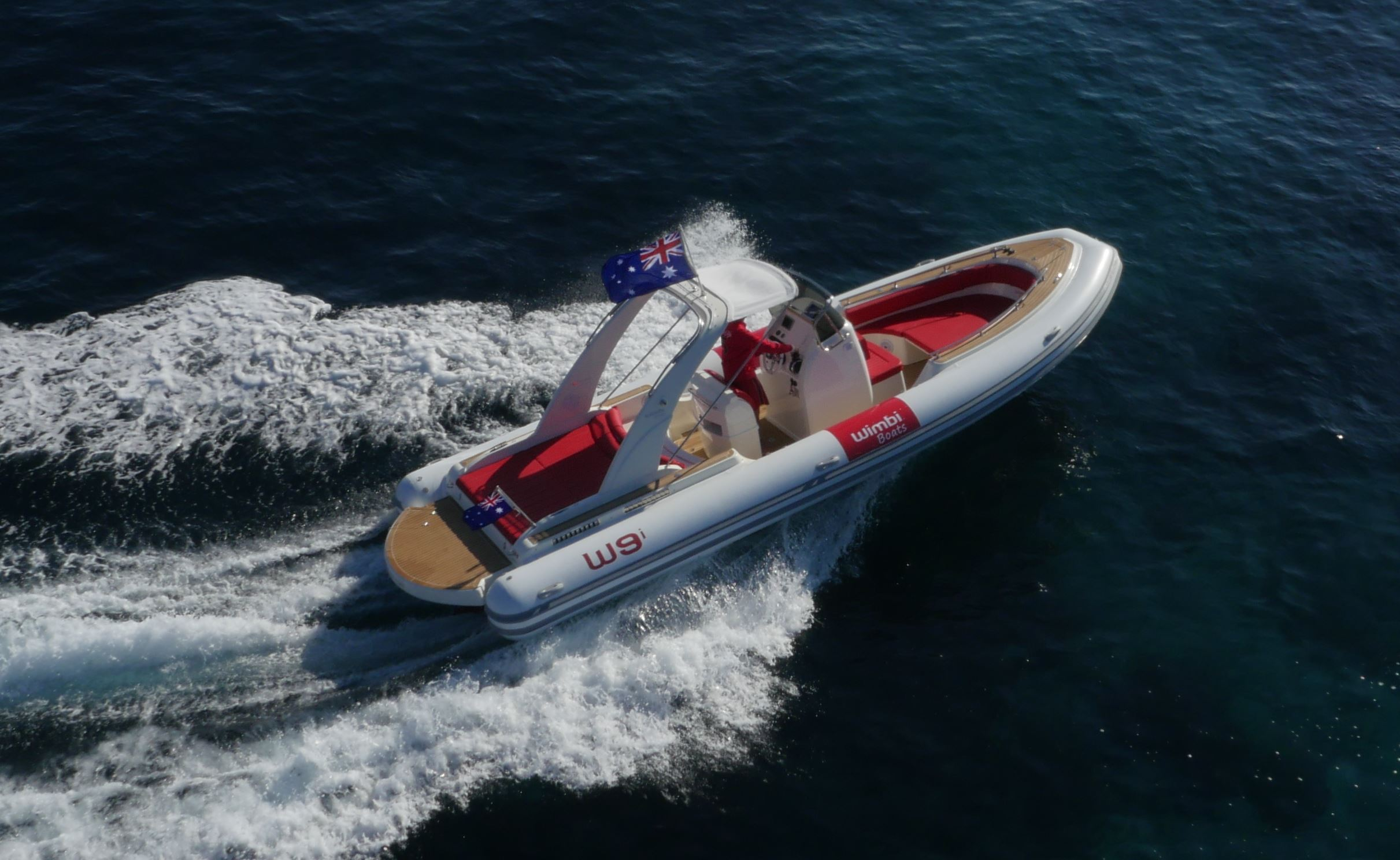
Bateau pneumatique de type semi-rigide en navigation.

Un bateau semi-rigide ou bateau pneumatique est un bateau à moteur composé d'une coque rigide et de flotteurs ou tubes gonflés.
Ce type de bateau a la particularité d'avoir une flottabilité, une stabilité, un poids et une capacité de charge en poids et passagers supérieurs à un bateau rigide de mêmes dimensions.

## Historique
Les premiers semi-rigides sont créés en France à partir d'ébauches commencées dans les années 1940.[Quand ?].
- L'ingénieur Paul Brot, installé sur l'île de la Jatte à Neuilly-sur-Seine, est le pionnier du semi-rigide pour lequel il dépose les brevets (ce qui crée un litige avec le fabricant Avon, Paul Brot refusant de vendre ses brevets). Il commercialise ses semi-rigides de façon artisanale sous la marque PB (Entreprise PB Marine/Hall Méditerranée) avec notamment des marchés pour la Marine nationale française avant de vendre ses brevets à la société Zodiac qui en industrialise la fabrication à grande échelle. Paul Brot n'hésite pas à tester ses créations dans des conditions extrêmes afin d'en démontrer les qualités, notamment dans le Raz Blanchard, un dangereux passage maritime à la pointe du Cotentin[1].
- Georges Hennebutte, de Biarritz, un des premiers à pratiquer le surf sur la côte landaise, crée un modèle de pneumatique très particulier (L'Espadon) destiné au franchissement des grosses déferlantes, courantes sur cette côte, et qui a longtemps été utilisé comme engin de sauvetage par les postes de secours de la SNSM. L'Espadon, doté d'un poste de pilotage à l'extrême avant et de flotteurs se prolongeant loin derrière le tableau arrière de fixation du moteur, est conçu pour franchir les vagues à la manière des surfeurs (le plongeon du canard) sans se retourner. L'Espadon est testé par son inventeur dans les pires conditions, y compris dans la très dangereuse barre d'Étel, dont il existe un reportage filmé des Coulisses de l'exploit, visionnable sur les archives de l'INA[2].
- Plus tard, un troisième entrepreneur et homme d'affaires français, d'origine hongroise, Tibor Sillinger (qui vend plus tard son entreprise à Avon), est aussi l'un des premiers a commercialiser des semi-rigides, dans son magasin situé en plein Paris, dans l'ancienne gare SNCF de la Bastille, avant la construction de l'opéra Bastille de Carlos Ott[3].

Tout semi-rigide, quel que soit son fabricant, est souvent abusivement appelé, par antonomase, « zodiac », du nom d'une des premières marques de grande production de semi-rigides.

## Types
Il existe différents types de bateaux semi-rigides, la principale différence étant de disposer de matériaux différents au niveau de la coque. Leur similitude étant leur ceinture pneumatique.

## Construction

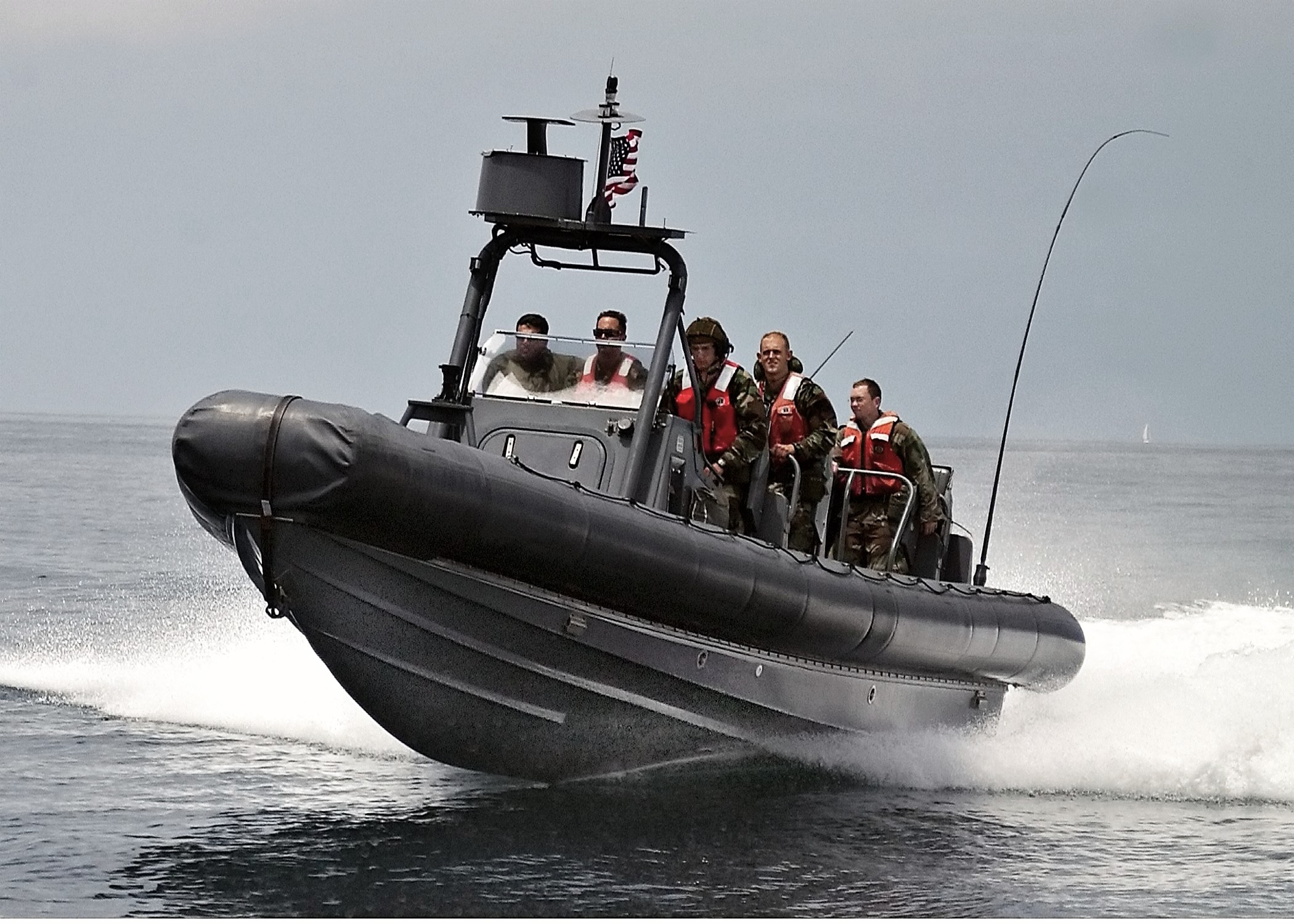
Vue d'une coque profonde en forme de V.

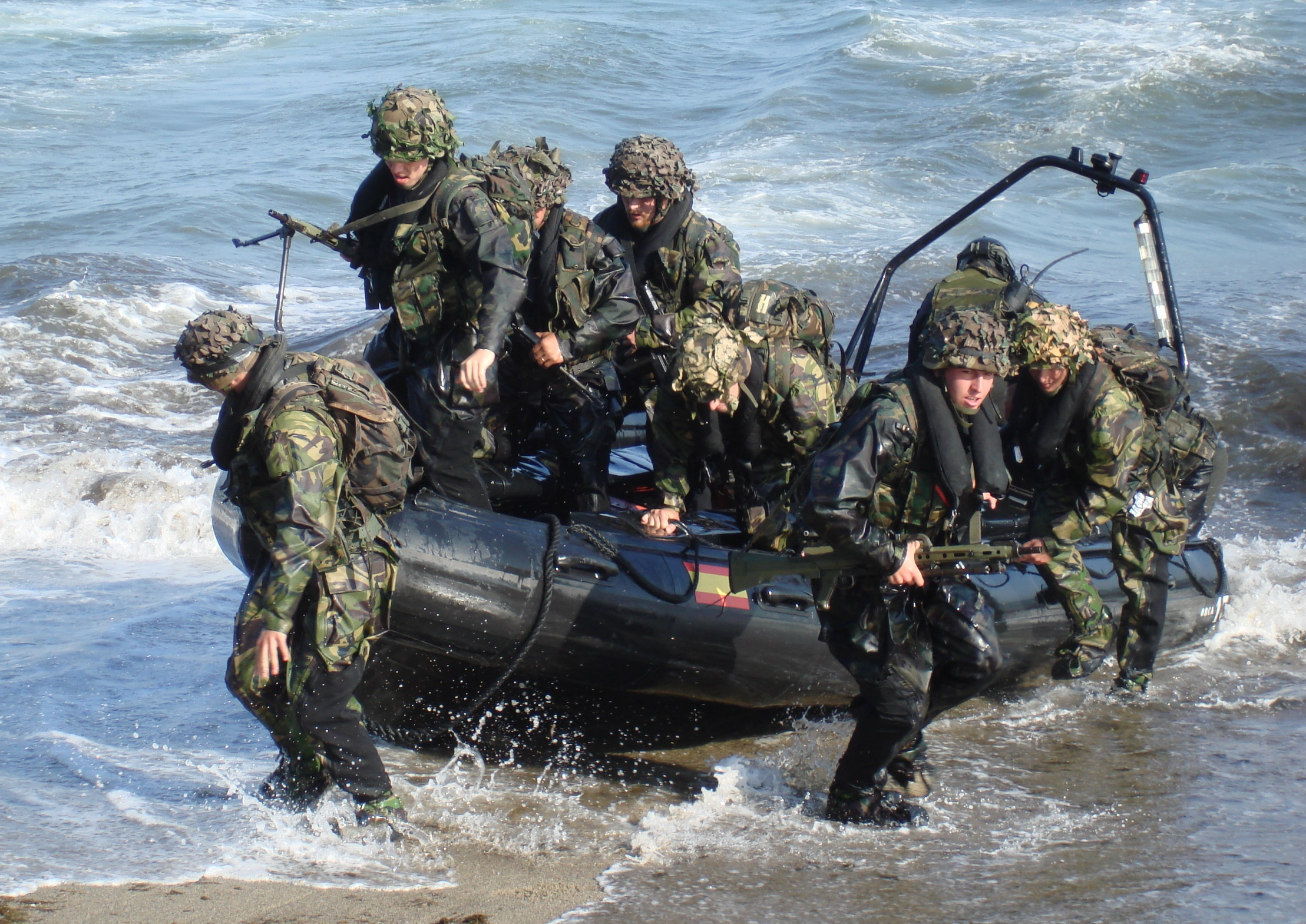
Duarry Super Cat de l'infanterie de marine espagnole

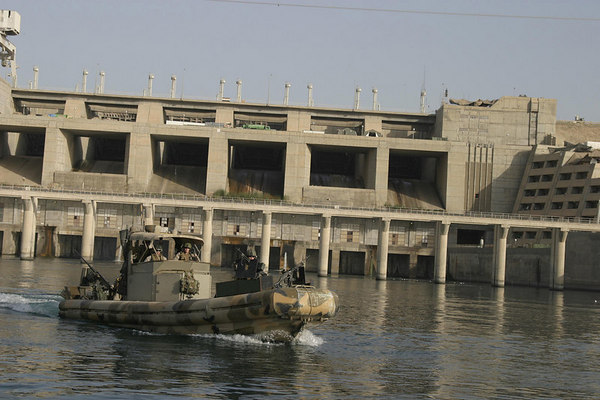
Small Riverine Craft américain

La plupart des semi-rigides se composent des mêmes éléments :

### Coque
La coque d'un semi-rigide est faite d'acier, de bois, d'aluminium, ou plus communément d'une combinaison de bois et d'une structure en plastique renforcé de fibres de verre dont la surface est ensuite adoucie et polie. Certains fabricants ajoutent également du Kevlar pour plus de solidité. La coque se compose en général de nervures qui permettent d'augmenter le rendement de la vitesse du bateau dans l'eau en optimisant ses caractéristiques d'aquaplanage. Il existe plusieurs formes de coques, les principales étant dites en « V » qui permettent plus facilement de couper les vagues. Sur les modèles d'une certaine taille, le réservoir d'essence peut être intégré d'origine dans la coque, ce qui est un avantage pour le gain de place à bord mais pose des problèmes d'accessibilité en cas de fuite ou de contamination du carburant.

### Tubes ou «boudins»
Les tubes constituent la ceinture pneumatique d'un semi-rigide qui leur permet une meilleure flottabilité, notamment dans les virages. Néanmoins, un bateau semi-rigide peut parfaitement flotter sans ses tubes. Pour des questions de sécurité en cas de crevaison et de facilité du gonflage, ils sont en général séparés en plusieurs compartiments disposant chacun d'une valve de gonflage et d'une soupape de surpression. Avec le Soleil, il est souvent nécessaire durant une saison de navigation de prévoir de remettre de l'air à l'intérieur des boudins. Les matériaux courants pour les tubes sont l'Hypalon ou le polychlorure de vinyle (PVC), bien que certains fabricants utilisent aussi le PU (polyuréthane).
Quel que soit le matériau, les plus grands ennemis du boudin sont le soleil (rayonnement UV) et le frottement. L'utilisateur gagne à investir dans un taud (bâche de protection en jargon marin) spécialement ajusté, en particulier dans les régions très ensoleillées comme la Méditerranée. Pour les bateaux destinés à la plongée, le fabricant peut doubler l'épaisseur du boudin à l'endroit où s'asseyent les plongeurs, une sage précaution, relativement peu coûteuse.
Le boudin est en général moins durable que la coque rigide, même si certains fabricants (notamment Zeppelin) garantissent dix ans les boudins en tissus Hypalon-Orca.
Se pose alors le problème du « reboudinage » (le remplacement du tube) qui peut être une opération rentable sur un semi-rigide de type professionnel (plongée, militaire) dont la carène rigide, très renforcée, a une durée de vie potentielle de plus de trente ans, le tube et sa pose coûtant environ 40 % du prix d'un bateau neuf (hors motorisation et console de pilotage). Sur les modèles plaisance à bas prix (coque polyester mince et creuse), une telle opération est bien plus aléatoire.
Si le boudin est collé sur la coque rigide, l'intervention doit être faite dans un atelier spécialisé (de préférence le chantier constructeur, s'il existe encore) ou dans un atelier de bonne réputation à qui il faudra fournir l'ancien tube, même en piteux état, pour la prise de cotes de refabrication.
Cette opération relativement complexe nécessite la dépose préalable du moteur, de la console de pilotage et la vidange du réservoir s'il est intégré, car le bateau devra être retourné plusieurs fois.
D'autres fabricants, Bombard-Zodiac notamment, pour les petits modèles professionnels destinés notamment aux embarcations de sécurité des écoles de voile, ont une autre approche du « reboudinage » : le tube est muni d'une ralingue, un profil de caoutchouc avec un jonc saillant de section ronde qui s'engage dans une gorge ou engoujure prévue dans la partie rigide de la coque, à la façon d'une grand-voile qu'on hisse sur un mât. La dépose du vieux boudin et le « reboudinage » s'en trouvent nettement simplifiés, nul besoin de déposer moteur et console, il suffit de tirer énergiquement sur la ralingue du boudin neuf après avoir nettoyé l'engoujure et l'avoir abondamment garnie de graisse au silicone, opérations réalisables par un atelier peu équipé ou même par le propriétaire du bateau. Cependant, certains fabricants ne fournissent pas toujours les tubes destinés aux modèles les plus anciens.

#### Hypalon
L'Hypalon est le matériau le plus populaire et le plus résistant pour les pneumatiques d'un bateau semi-rigide. Il existe plusieurs épaisseurs d'Hypalon qui sont choisies par le constructeur en fonction de la longueur du bateau. Le principal avantage de l'Hypalon est de permettre, en cas de crevaison, une réparation rapide grâce à un kit spécial.
Les collages sont réalisés avec de la colle-contact néoprène qui demande des conditions de mise en œuvre rigoureuse : propreté, hygrométrie, dégraissage, personnel qualifié.

#### PVC (polychlorure de vinyle)
Certains constructeurs utilisent le PVC pour les boudins. Si ce matériau à l'avantage d'être beaucoup moins onéreux que l'Hypalon, sa résistance est moindre et il n'est pas préconisé sur les unités supérieures à sept mètres.  Les assemblages sont souvent réalisés par soudure haute fréquence.

#### PU (polyuréthane)
Les tubes en polyuréthane sont relativement rares sur le marché des semi-rigides car difficiles à fabriquer. On trouve ce matériau parfois sur les pneumatiques militaires car il est très résistant mais avec un inconvénient qui est son prix élevé.

### Deck ou «pont»
C’est la partie qui offre un design particulier selon les utilisations possibles telles que la pêche, la plongé-sous-marine, les interventions militaires, les interventions de secourisme, les missions scientifiques ou encore la plaisance avec la possibilité d’habitabilité à bord..

### Cabine
Les plus grands modèles, en général à partir de neuf mètres, peuvent disposer d'une cabine permettant au passager de dormir à bord de ce type d'embarcation. La cabine peut soit se situer à l'arrière dans la cale accessible en général par une trappe qui se soulève, soit à l'avant, ce qui nécessite une adaptation de la profondeur de la coque et du pont avant.

### Motorisation
Sur les bateaux pneumatiques, il existe principalement deux types de propulsion maritime :
- une motorisation hors-bord, avec des moteurs principalement au nombre de un ou deux, visibles et relevables pour permettre une arrivée au pied des plages ;
- une motorisation in-board, où le moteur est invisible mais plus gros et installé dans la cale moteur à l'arrière, accessible par une trappe, en général avec un seul moteur ou deux sur les grosses unités (supérieures à dix mètres).